# Суфозія
Суфозія — процес вимивання і винесення з ґрунтів дрібних мінеральних часток підземними водами.

## Визначення та різновиди
Суфозія — фізичне (механічне) руйнування гірських порід із вимиванням фільтраційними водними потоками часток мінеральної речовини різних розмірів і формуванням «механічного (фізичного) стоку», називається суфозією. 
- 1) Вилуговування розчинних речовин і винесення дрібних частинок з гірських порід підземними водами. Викликає осідання порід, що залягають вище, та утворення понижень на поверхні (блюдця, лійки тощо).
- 2) Явище (процес) механічного винесення фільтраційним потоком підземних вод, нафти, газу із масиву гірських порід, товщі ґрунту (бетону) або з його поверхні окремих дрібних мінеральних частинок (цементних частинок) і розчинних речовин. Явище суфозії й кольматажу називають фільтраційними деформаціями. При проектуванні гідротехнічних споруд розрізняють безпечні й небезпечні фільтраційні деформації.

## Загальний опис
Сам суфозійний процес складається з трьох взаємопов’язаних етапів: 
1) механічне руйнування твердої речовини; 
2) перенесення продуктів руйнування;
3) перевідкладення мінеральних часток різного розміру фільтраційними потоками підземних вод. Останнє може відбуватися як у тріщинуватих і закарстованих масивах гірських порід, так і на земній поверхні. Наприклад, коли підземні води виходять на схил, складений водопроникними ґрунтами, то можливе винесення мінеральних частинок, спочатку найдрібніших (суспензійних), а потім і більших. Після винесення дрібних часток швидкість руху води зростає і починається винесення часток більших розмірів. Внаслідок цього на схилі утворюється ніша, цілісність його порушується, що може призвести до виникнення зсуву.
Суфозійні явища великих масштабів і пов’язане з ними формування поверхневих депресій великого діаметра (до 100 м) відоме на терасах обох берегів ріки Сіверський Донець (Україна).
Суфозія виникає в піщаних ґрунтах, а іноді і в супісках. Вона відбувається на схилах, куди виходять підземні води, на укосах земляних гребель і дамб, у піщаних основах бетонних гребель, у будівельних котлованах при відкритому водовідведенні, при відкачуванні води із свердловин та в інших подібних випадках.
У цьому процесі основне значення має механічне винесення, а невинесення речовини у вигляді розчину. Але є й хімічна суфозія.
Винесення мінеральних частинок пояснюється впливом на них фільтраційного тиску, який чисельно дорівнює гідравлічному градієнту. Інтенсивність суфозійного процесу залежить від ступеня неоднорідності зернового складу ґрунтів.
Чим вищий ступінь неоднорідності, тим при менших гідравлічних градієнтах виникає суфозія. Щоб встановити критичний для даного ґрунту гідравлічний градієнт, при якому виникає суфозія, застосовують прилад системи В. М. Слав'янова.
Під час досліду воду через зразок ґрунту пропускають знизу вгору при різних значеннях гідравлічного градієнта. Поява в профільтрованій воді мінеральних частинок у змуленому стані вказує на процес суфозії, який почався. У цей час відмічають значення гідри лічного градієнта. Це буде критичний градієнт.
У деяких ґрунтах при певному значенні гідравлічного градієнта спочатку відбувається фільтрація води, при збільшенні градієнта — суфозія, а при подальшому збільшенні градієнта ґрунт розріджується, тобто переходить у пливунний стан.
Допустиме значення гідравлічного градієнта з точки зору виникнення суфозії можна визначити з допомогою графіка, запропонованого В. С. Істоміною, для випадків висхідного руху води.
Коли ґрунтові або інші підземні води виходять на схил, складений водопроникними ґрунтами, то можливе винесення мінеральних частинок, спочатку найдрібніших, а потім дрібних.
Після винесення цих частинок швидкість руху води зростає. Починається винесення більших частинок. У результаті на схилі утворюється ніша, і цілісність його порушується. Це може спричинити розвиток зсуву.
Аналогічні явища відбуваються при фільтрації води крізь тіло земляної греблі в бік нижнього нахилу.
Механічний винос мінеральних часток із гірських порід відбувається за високих швидкостей підземного фільтраційного стоку і за підвищеного гідродинамічного тиску у водоносних товщах. Умовами виникнення суфозійного процесу є сукупність таких факторів, як: 
- неоднорідність складу порід;
- високий гідравлічний градієнт фільтраційного потоку або певного гідродинамічного тиску у водовмісному шарі порід;
- винесення продуктів механічного руйнування із гірської породи (ґрунту).

Процеси суфозії, які значно поширені у природі, зазвичай відбуваються досить повільно (роки, десятки років). Вони можуть виникати як поблизу земної поверхні, так і в масиві гірських порід — як у межах одного пласта, так і на контакті двох пластів. Часто наслідком довготривалих суфозійних процесів є зсуви.
Суфозія може розвиватися у глибині масиву гірських порід без виносу їх часок на земну поверхню. Це так звана підземна суфозія. Процес відбувається за умов, коли відклади, що зазнають суфозії (піски, суглинки, леси), підстилаються закарстованими породами. Суфозія обумовлює появу «фільтраційних деформацій» внаслідок просідання покровлі гірських порід над ділянками значного за об’ємом виносу мінеральної речовини. Впливаючи на будівельні конструкції, суфозія призводить до послаблення та руйнування будівельних матеріалів і передусім – бетонних основ та цементної кладки.

## Види суфозії
Суфозія поділяється на декілька видів:
- Механічна
- Хімічна
- Хімічно-фізична
- Техногенна
- Термосуфозія

У природних умовах механічна суфозія відбувається досить рідко. Вона полягає у відриванні і виносі цілих частинок породи. У процесі фільтрації води в порах ґрунтів їхні частинки зазнають діяння гідродинамічного тиску. Напрям дії цього тиску збігається з напрямком руху води. Рух води не завжди приводить до винесення частинок, яке залежить від багатьох факторів, головні із яких такі: розміри пор та частинок, мінералогічний склад, швидкість фільтрації води, гідродинамічний напір.
Рух води в порах глинистих ґрунтів відбувається з повільною швидкістю, і тому прояв механічної суфозії для таких ґрунтів не характерний. У пісках винесення частинок можливе при неоднорідному гранулометричному складі.
У залежності від конкретних умов форми прояву механічної суфозії різноманітні. Прийнято розрізняти її прояв у винесенні окремих частинок із пор піску, у розпушуванні мас піску і у випиранні цих мас.
Винесення частинок піску водою, що поступає в свердловину, може стати причиною заповнення її піском при відкачуванні води та опускання земної поверхні навколо свердловини. Для запобігання винесення піску із водоносних горизонтів свердловини обладнують фільтрами, які пропускають воду і затримують пісок.
Суфозія в будівельних котлованах виникає при відкритому водовідведенні. У результаті винесення мінеральних частинок з ґрунту основи будинків, які розташовані поруч, послаблюються. Це може стати причиною розвитку значного осідання фундаментів. Крім того, відбувається обвалювання стінок котлованів. У таких випадках відкопування котлованів та закладення фундаментів проводять, організуючи водозниження, наприклад, за допомогою голко-фільтрових пристроїв.
Винесення частинок піску на місці виходу джерел на схилах може викликати руйнування схилів.
Гідродинамічний тиск води, що фільтрується знизу уверх, призводить до зменшення міцності піску аж до перетворення його в хитливу масу, що поглинає предмети, які знаходяться на його поверхні. Унаслідок суфозії відбуваються зсуви та провали земної поверхні.
При визначенні заходів боротьби з суфозією необхідно перш за все припинити рух води через масив гірської породи. Для цього застосовується тампонаж порід твердіючими розчинами, улаштовуються дренажі, протифільтраційні завіси.
Хімічну суфозію ще називають псевдокарстом. Псевдокарст — западинно-впадинний рельєф, що утворений пониженнями різного розміру, ззовні нагадує карст, але що виник в результаті хімічної суфозії. Під час процесу вода розчиняє частинки породи(карбонати, сульфати, галоїди) і виносить продукти руйнування.
У результаті розчинення водою складових частин порід, в останніх утворюються порожнечі — виникає карст. Наявність закарстованих порід обумовлює великі втрати води на фільтрацію з водосховищ і ставків, нерідко останні залишаються абсолютно сухими.
Хімічно-фізична суфозія — це змішаний вид. Тобто тут бере участь як і механічний вид, так і хімічний. Особливість хімічно-фізичної суфозії те що вона відбувається у лесах, тобто вона досить поширена на півдні України у степу, де знаходяться чорноземи, адже саме вони сформувалися на лесових породах.
Техногенна суфозія — це процес який відбувається завдяки впливу людини. Розвиток техногенної суфозії в Україні, так чи інакше, пов'язаний зі зміною кількості, якості, швидкості або гідравлічним градієнтом потоків природних вод. Результатом процесу є пониження рівня води в кар'єрах та просідання ґрунту.

## Чинники суфозійних форм рельєфу
Для формування суфозійних форм рельєфу характерні такі чинники:
- Розміри частинок гірських порід
- Клімат
- Рельєф місцевості

Найкращі умови для суфозії — це у лесових породах, що мають макропористу структуру, тонкий дрібнодисперсний склад і містять деяку кількість карбонатів, придатних до вилуговування. А глину, структура якої щільна і важка, підземні води вимити не можуть. Отже, суфозійні процеси й справді залежать від розміру частинок речовини.
Клімат теж відіграє значну роль, адже він впливає на формування певної природної зони, а отже, і типу ґрунтів. Так, наприклад, ідеальним місцем для суфозії є українські степи, адже там небагато дощів.
Не менш важливим є рельєф місцевості, адже суфозія відбувається лише на відносно рівних ділянках землі.

## Суфозійні форми рельєфу
Виокремлюють такі суфозійні форми рельєфу: поди і степові блюдця.
Степові блюдця (поди) — це пологі западини округлої або овальної форми, днища яких від центральної, найбільш зниженої частини, поступово підвищуються до країв і непомітно зливаються з навколишньою поверхнею. Діаметр степових блюдець коливається від кількох метрів до кількох сотень метрів, а глибина — від кількох сантиметрів до 3-4 м. Поширені на рівнинах степової і лісостепової зон. Розміщення блюдець на поверхні степової рівнини (вододілах, плато, терасах) дуже нерівномірне: іноді їх зовсім не має або трапляються зрідка, місцями ж розміщаються групами. Навесні степові блюдця часто перетворюються на тимчасові озера. Частина з них, звичайно найбільші можуть стати постійними озерами: таким озером в Україні є, наприклад, Кугурлуй. Степові блюдця використовують, як пасовища й сіножаті, а також під городні культури.
Ці дві суфозійні форми рельєфу поширенні на півдні України. Найбільший з них Чаплинський под. Він знаходиться під охороною в біосферному заповіднику Асканія Нова.

## Методи запобігання суфозії
Суфозійні процеси часто заважають будівництву, тому людство намагається запобігти подальшому її прояву. Для попередження суфозії виконуються такі заходи:
- запобігання надходженню і пересуванню води в породах: регулюється поверхневий стік, перехват підземних вод дренажними пристроями;
- захист глинистих порід від вивітрювання шляхом влаштування захисних покриттів з піску, перем‘ятої глини;
- влаштування поверхневих дренажів (для відведення підземних вод і попередження вимивання часток);
- зменшення швидкості руху підземних вод шляхом зміни конструкції споруди. Наприклад, під греблями влаштовують глиняні понури, які подовжують шлях фільтрації і знижують градієнти напору;
- штучне покращання властивостей порід шляхом силікатизації, цементації та інших заходів.